# نيمانيا بريباك
نيمانيا بريباك مواليد 26 مارس 1984 في بلغراد، هو لاعب كرة يد مقدوني يلعب كوسط مدافع. يلعب حاليا مع نادي بشكتاش لكرة اليد ويحمل الرقم 8. مثل كل من منتخب صربيا لكرة اليد ومنتخب مقدونيا لكرة اليد.

## المسيرة الاحترافية
لعب مع نادي تريمو تربنجه لكرة اليد في الدوري السلوفيني في موسم 2006–2007، ثم لعب مع نادي فاردار لكرة اليد من سنة 2007 إلى 2009، ثم لعب مع نادي نانت لكرة اليد في الدوري الفرنسي في موسم 2011–2012، ثم لعب مع نادي فاردار لكرة اليد من سنة 2012 إلى 2015، ثم لعب مع نادي بشكتاش لكرة اليد في الدوري التركي في سنة 2015.

## سجل المنافسة
شارك في البطولات التالية:
- بطولة العالم لكرة اليد للرجال 2015
- بطولة أوروبا لكرة اليد للرجال 2014
- بطولة أوروبا لكرة اليد للرجال 2016

## روابط خارجية
- نيمانيا بريباك على موقع الاتحاد الأوروبي لكرة اليد (الإنجليزية)
- نيمانيا بريباك على موقع اللجنة الأولمبية الصربية (الصربية)